# 中国四国酪農大学校
中国四国酪農大学校（ちゅうごくしこくらくのうだいがくこう）は、岡山県真庭市蒜山高原にあり、全国唯一の酪農専門の専修学校である。
男女共に全寮制となっており、学生は学生寮へ入寮する。

## 沿革

### 前身
- 1949年（昭和24年） 7月 岡山県中福田家畜保健衛生所開設
- 1957年（昭和32年） 4月 岡山県酪農試験場山分場設置
- 1963年（昭和38年） 4月 岡山県乳牛育成場開設[3]

### 岡山県立酪農大学校
- 1961年（昭和36年）12月 津山市大田、酪農試験場内に開校
- 1962年（昭和37年） 4月 真庭郡川上村西部に新校舎を建設、農試験場漆山分場を吸収し移転し、新たに岡山県家畜保健衛生研究所を併設
- 1967年（昭和42年） 3月 県立酪農大学校閉校[3]

### 財団法人中国四国酪農大学校
- 1965年（昭和40年）11月 中国四国9県・兵庫県で構成された財団法人中国四国農大学校が創立

（岡山県立農大学校と三木が原の岡山県乳牛育成牧場の施設を譲り受ける）
- 1995年（平成 7年）11月 新校舎完成
- 2010年（平成22年） 8月 専修学校として認可
- 2013年（平成25年） 4月 公益財団法人に移行
- 2017年（平成29年） 1月 附属第２牧場農場ＨＡＣＣＰ認証
- 2018年（平成30年） 6月 附属第１牧場農場ＨＡＣＣＰ認証
- 2022年（令和元年）10月 認定農業者に認定[4]

## 学科
- 酪農科（2年制）- 専修学校
  - 1年次：基礎学習（講義、演習、実習、各種講習会）
  - 2年次：実務研修、応用学習（講義、卒論、各種講習会）[2]

- 酪農フィールド研修科
  - 1カ月コース
  - 2週間コース

## 施設・設備

### 西茅部地域
- 本館校舎
- 体育館
- 学生寮
- 第１付属牧場（草地6ha、飼料畑7.5ha、ホルスタイン種 ストール式）[5]

### 上福田地域
- 第２付属牧場（草地48ha、ジャージー種 フリーストール式）

## 取得可能資格
- 酪農科を卒業した者には文部科学大臣の告示による「専門士（農業専門課程）」の称号が授与される[6]。

### 1年次
- 大型特殊免許（農耕車限定・限定解除）トラクター免許
- 大型特殊免許（農耕車限定・限定解除）けん引免許
- 小型車両系建築機械（ホイルローダ）運転技能講習
- 小型車両系荷役機械（フォークリフト）運転技能講習
- 酪農ヘルパー専門技術員養成講習
- 家畜人工授精師免許
- 危険物取扱主任者免許
- 毒物劇物取扱責任者免許

### 2年次
- 家畜（牛）体内受精卵移植師免許
- 牛削蹄師免許
- 家畜商免許（隔年講習のため１年次又は２年次）

## アクセス
- 米子自動車道蒜山ICから自動車で15分
- JR西日本 伯備線 根雨駅から自動車で30分

## 学校関係者
- 校長：菱川 雅弘
- 理事長：槙尾 俊之[4]